# 納蘭賈 (佛羅里達州)
納蘭賈（英語：Naranja）是位於美國佛羅里達州邁阿密-戴德縣的一個人口普查指定地區。

## 地理
納蘭賈的座標為25°31′00″N 80°25′00″W / 25.51667°N 80.41667°W，而該地最高點為海拔高度2米（即7英尺）。

## 人口
根據2010年美國人口普查的數據，納蘭賈的面積為4.30平方千米，當中陸地面積為3.90平方千米，而水域面積為0.40平方千米。當地共有人口8303人，而人口密度為每平方千米1,930人。